# Aabenraa Havn
Aabenraa Havn bezeichnet den Hafen der dänischen Stadt Aabenraa (deutsch Apenrade), der am Ende des Aabenraa Fjord (dt. Apenrader Förde) liegt. Dank seiner Lage an der an weiten Stellen tiefen Förde stellte der Seehandel frühzeitig einen wichtigen Erwerbszweig für die Stadt dar. Mit einer Wassertiefe von bis zu 18 Metern ist er der einzige Tiefwasserhafen in der deutsch-dänischen Grenzregion Sønderjylland-Schleswig und darüber hinaus der tiefste unter den öffentlichen Verkehrshäfen im westlichen Teil der Ostsee. Die Aabenraa Kommune verwaltet den Hafen. Durch einen eigenen Haushalt werden wirtschaftliche Belange von der Kommune getrennt. Die Leitung hat eine siebenköpfige Direktion inne, die sich aus Vertretern des Stadtrates und der Wirtschaft zusammensetzt. Über die dänische Autobahn Sønderjyske Motorvej, einem Teilstück der Europastraße 45, ist Aabenraa Havn an das europäische Fernstraßennetz angebunden.

## Hafengestaltung
Der Hafen umfasst eine Kailänge von zwei Kilometer und kann von Schiffen mit einer Länge von bis zu 250 m angelaufen werden. Vom Fjord führt eine etwa ein Kilometer lange, 120 m breite und 11 m tiefe Fahrrinne zu den Kaianlagen. Der Standort besteht aus drei Hafenbecken; in Nord-Süd-Richtung sind das der Nyhavn (Neuer Hafen, Tiefe: 6,5–9,3 m), der Gammelhavn (Alter Hafen, 7,5 m) und der Sydhavn (Südhafen, 4,0 m). Des Weiteren gehören zum Hafen neben dem Yachthafen der Sønderjyllandskajen (Südjütlandskai, 11,0 m) mit dazugehöriger RoRo-Anlage sowie die Tankerbrücken I südöstlich vom Nyhavn (11,0 m) und II im Nyhavn selbst (7,0 m). Am Südende, das vom restlichen Hafen von einem rund zwei Kilometer langen Strandabschnitt getrennt ist, befindet sich zudem die Kaianlage des Enstedværket. Dort liegt der Tiefwasserhafen, an dem bis zu 18 m tiefgehende Tanker und Frachtschiffe das Heizkraftwerk beliefern konnten. Nachdem das Enstedværk stillgelegt und dessen Gebäude in den Jahren 2019–2021 abgerissen wurde, hat der Aabenraa Havn diesen Hafen zum 1. November 2021 übernommen und in Industriehavn umbenannt. Die Kailänge hier beträgt 480 m.

## Geschichte

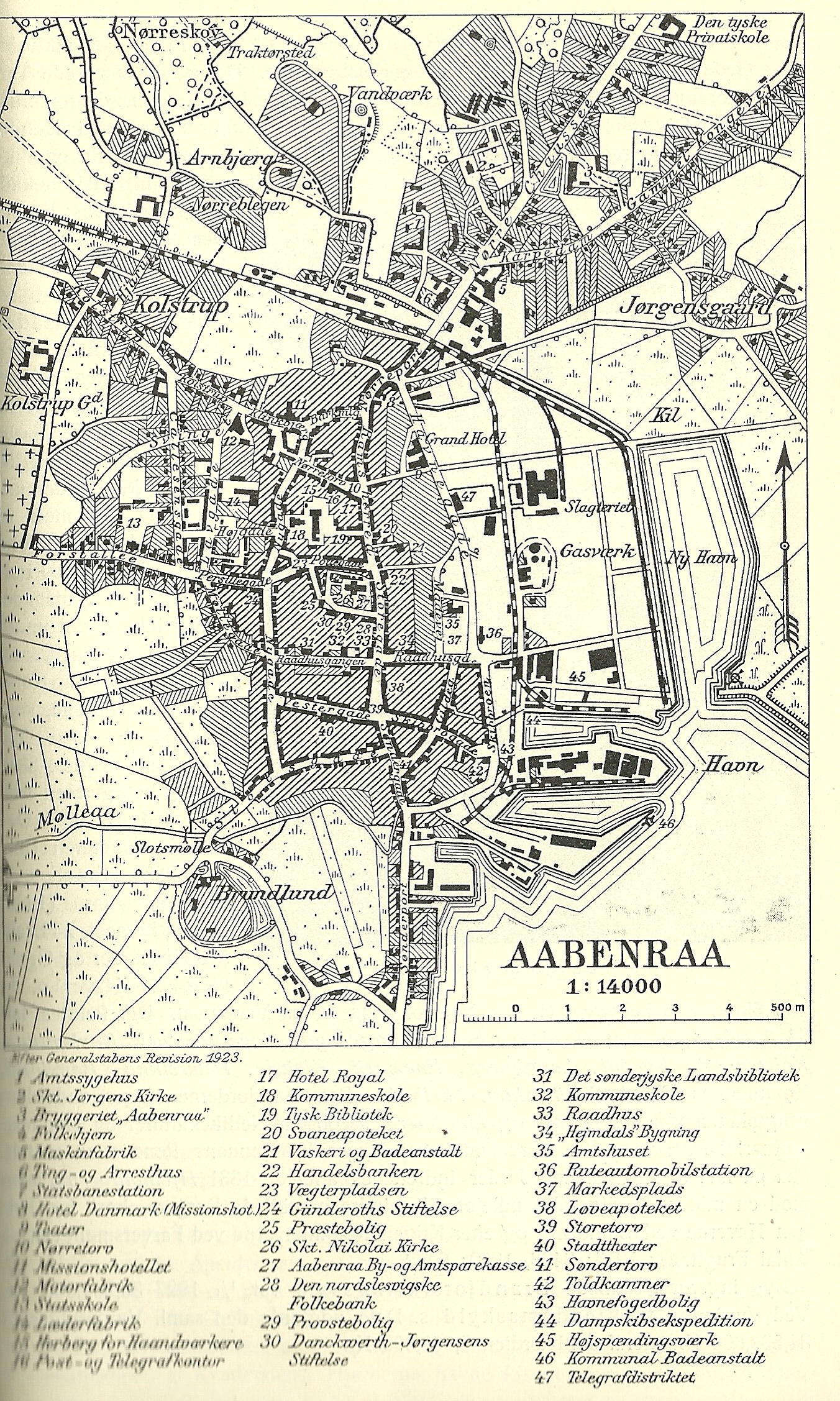
Aabenraa (dt. Apenrade) um 1923

Erstmals erwähnt wird der Hafen 1257, als Christoph I. den Zisterziensern aus Løgumkloster Zollfreiheit zusicherte, wenn sie ihren Seehandel über die Schiffsbrücke abfertigten. Nach Abflauen der Handelsaktivitäten ab der Mitte des 16. Jahrhunderts verfiel die Brücke und der Handel blühte erst wieder im 18. Jahrhundert auf. Um 1780 wurde das erste Hafenbecken, der Gammelhavn, fertiggestellt und um 1800 mit dem Tømmergårdshavn ein weiteres an der Mündung der Au Mølleå angelegt, wo die erste Werft entstand. Die Werftindustrie erlebte ihre Glanzzeiten in den 1850er Jahren, als dort bis zu 3500 Arbeiter beschäftigt waren. Mit der Schließung der letzten Werft 1883 endete diese Ära. Zuvor hatte die Stadt während des Krieges gegen England von 1807 bis 1814 den Großteil ihrer Flotte verloren, der Handel kehrte aber bereits in den 1820er Jahren zurück. 1864 galt Apenrade gar als führende Hafenstadt in Sønderjylland, in der Ostindienfahrer bis nach Übersee fuhren.
1889 wurde der Hafen an die Bahnstrecke Rødekro–Aabenraa angeschlossen und ein zweites Hafenbecken, der Sydhavn, wurde eingeweiht. Bereits ein Vierteljahrhundert später wurde vom dänischen König Christian X. am 23. Mai 1925 das größte Hafenbecken, der Nyhavn, eröffnet. Weitere Neuerungen waren der Yachthafen südlich der Auenmündung 1975, der Sønderjyllandskajen 1983 und die dort 1996 eingerichtete RoRo-Anlage.
Im März 2009 gab es am Aabenraa Havn 1283 Arbeitsplätze, davon entfielen etwa zwei Drittel auf hafenansässige Unternehmen.

## Umschlag
Während der Hafen 2007 noch einen Güterumschlag von über 2 Millionen Tonnen verzeichnete, reduzierte sich 2010 der Umschlag aufgrund der globalen Finanzkrise auf rund 1,1 Mio. Tonnen. In ihrem Jahresbericht von 2010 gab die Hafenverwaltung einen Nettoumsatz von 23,5 Mio. DKR und einen Überschuss von rund 4,7 Mio. DKR an. Im gleichen Jahr liefen 308 Handelsschiffe, davon 75 Tanker und 233 Massengutfrachter, mit insgesamt über einer Mio. Bruttoregistertonnen den Hafen an. Im Laufe der letzten 10 Jahre hat sich das Aufkommen erholt und lag 2021 wieder bei 1,9 Mio. Tonnen.